# Kaloianovo, Plovdiv
Kaloianovo (în bulgară Калояново) este un sat în comuna Kaloianovo, regiunea Plovdiv,  Bulgaria. 

## Demografie
Componența etnică a satului Kaloianovo
     Turci (10,5%)
     Bulgari (81,52%)
     Romi (5,17%)
     Nicio identificare (2,58%)
     Altele (0,19%)
La recensământul din 2011, populația satului Kaloianovo era de 2.512 locuitori. Din punct de vedere etnic, majoritatea locuitorilor (81,52%) erau bulgari, existând și minorități de turci (10,5%) și romi (5,17%). Pentru 2,58% din locuitori nu este cunoscută apartenența etnică.